# Granulina elliottae
Granulina elliottae is een slakkensoort uit de familie van de Marginellidae. De wetenschappelijke naam van de soort is voor het eerst geldig gepubliceerd in 1944 door Cotton.